# The Rasmus
The Rasmus sono un gruppo musicale rock alternativo finlandese. Nei primi tre album figurano con il nome di Rasmus, cambiato successivamente alla firma del contratto con la casa discografica svedese Playground.
Il gruppo scrive e canta principalmente in lingua inglese, come No Fear, In the Shadows, First Day of My Life, In My Life e Guilty, producendo talvolta anche alcuni componimenti in lingua finlandese, tra i quali Rakkauslaulu. Nella loro carriera i The Rasmus hanno venduto più di 5,5 milioni di copie e hanno ottenuto cinque dischi di platino e dieci dischi d'oro.
Hanno rappresentato la Finlandia all'Eurovision Song Contest 2022 con il brano Jezebel.

## Storia del gruppo

### Anni novanta

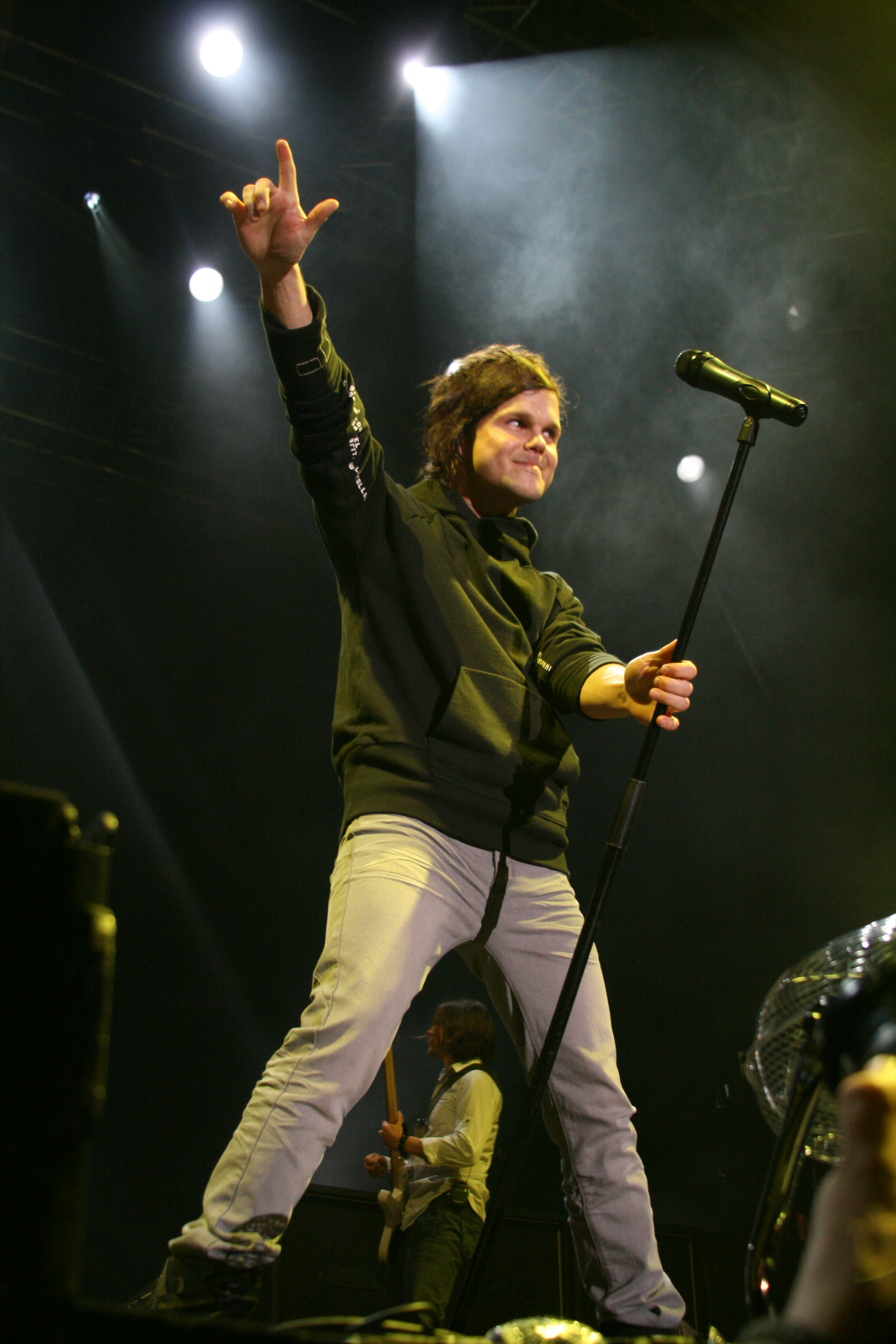
Lauri in concerto a Lublino, 2010.

Il gruppo si formò alla fine del 1994, quando i membri del gruppo frequentavano ancora le scuole superiori e dove iniziarono ad essere conosciuti come Rasmus. Registrarono l'EP dei debutto 1st attraverso l'etichetta discografica indipendente Tega G. Records alla fine del 1995, per poi siglare un contratto discografico con la Warner Music Finland, grazie alla quale pubblicarono il primo album in studio Peep. L'album venne promosso da un tour di più di 100 concerti in Finlandia ed Estonia e grazie al suo successo il gruppo vinse un Grammy Award in Finlandia come "Miglior nuovo artista" del 1996.
Nel 1997 fu la volta del secondo album Playboys, promosso dal singolo Blue. I loro impegni dal vivo proseguirono suonando di supporto ai Rancid e ai Dog Eat Dog e con un'apparizione ad un festival allo stadio olimpico di Helsinki. L'anno seguente uscì Hellofatester, lanciato dal video del singolo Liquid, che iniziò ad essere una presenza regolare nella playlist della Nordic MTV. Questa canzone fu votata come la canzone dell'anno dai critici musicali finlandesi. Maggiore visibilità fu raggiunta dai Rasmus quando si presentarono come gruppo d'apertura ai concerti finlandesi dei Garbage e dei Red Hot Chili Peppers.

### Cambio di nome,Into(2000-2002)
I Rasmus cambiarono nome in The Rasmus nel 2000, a causa dell'esistenza di un DJ svedese dal nome Rasmus, che minacciava di fare causa al gruppo finlandese. Il gruppo scelse pertanto di cambiare nome con l'aggiunta dell'articolo the.
Nel 2001 pubblicarono il quarto album Into, che debuttò in vetta alla classifica finlandese e venne certificato doppio disco di platino dalla Musiikkituottajat vendendo 72 950 copie. Anche il primo singolo estratto F-F-F-Falling ottenne un buon successo in madrepatria, venendo certificato disco di platino, e nel resto dell'Europa. Il secondo singolo Chill uscì in Scandinavia e arrivò alla seconda posizione in Finlandia. Successivamente alla pubblicazione dell'album, i The Rasmus intrapresero una tournée europea promuovendo l'album come band di supporto degli HIM e dei Roxette.

### Dead LetterseHide from the Sun(2003-2005)

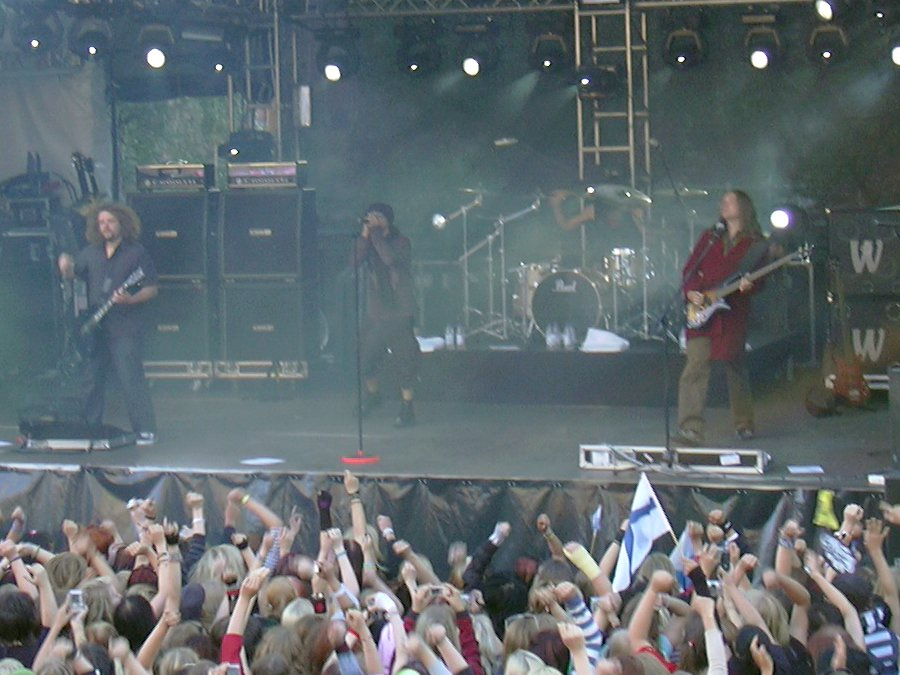
The Rasmus in concerto a Tampere nel 2006

La band registrò Dead Letters nel 2003 ai Nordic Studios in Svezia insieme a Mikael Nord Andersson e Martin Hansen, che avevano già prodotto Into. L'album è stato pubblicato in Europa agli inizi del 2003, scalando le vette delle classifiche degli album in Germania, Austria, Svizzera e naturalmente Finlandia. Il suo successo europeo ha portato alla pubblicazione dell'album anche in altri Paesi del mondo. Dead Letters e il primo singolo tratto da esso, In the Shadows, raggiunsero rispettivamente la Top 10 e la Top 3 nelle classifiche inglesi, ed entrambi entrarono nella Top 50 delle classifiche australiana nel 2004, contemporaneamente arrivando al vertice della classifica dei singoli in Nuova Zelanda. Il singolo ha ricevuto in totale sei dischi d'oro e due di platino, e ha inoltre raggiunto la Top 20 delle classifiche Billboard Heatseeker. Guilty, il secondo singolo della band per il mercato americano, fu anch'esso un successo. Dead Letters ha ricevuto 8 dischi d'oro e 6 di platino, vendendo quasi due milioni di copie.
Nel 2005 hanno pubblicato l'album Hide from the Sun che divenne subito disco di platino in Finlandia, da cui hanno estratto i singoli No Fear, Sail Away e Shot. Nell'ottobre dello stesso anno sono stati impegnati in un tour europeo, accompagnati dal gruppo rock alternativo Deep Insight.

### Black Roses(2008-2009)
Il 26 settembre 2008 è uscito l'album Black Roses, preceduto il 12 settembre dal singolo Livin' in a World Without You, in rotazione nelle radio già dal 25 luglio 2008. Nel gennaio 2009 esce il secondo singolo Justify, e l'album divenne disco d'oro in Finlandia. Nel mese di giugno 2009 viene estratto un nuovo singolo Ghost of Love, distribuito soltanto per il mercato finlandese, come era già successo con il singolo Keep Your Heart Broken tre anni prima.
A giugno 2009 i The Rasmus sono stati inclusi nella formazione del festival rock Monsters Of Rock, assieme a leggendari artisti come Alice Cooper e gli Scorpions con cui hanno suonato 7 date in varie città della Russia. Sempre a giugno Aki, in un'intervista radiofonica, ha annunciato l'uscita di una raccolta dei successi del gruppo dal 2001, prevista per l'autunno, comprendente il duetto con Anette Olzon.
A fine agosto 2009 è stato rivelato il titolo di una nuova raccolta: Best of 2001-2009, mentre un mese dopo sono state rese pubbliche la reinterpretazione e la tracklist.
Il duetto con Anette Olzon dal titolo di October & April è stato trasmesso in anteprima il 9 ottobre 2009 in una radio finlandese.

### The RasmuseDark Matters(2012-2019)
Il 5 marzo 2012 è stato pubblicato il singolo I'm a Mess, anticipando l'uscita del nuovo album The Rasmus, avvenuta il 18 aprile 2012 attraverso la Universal Music Group. Dal disco è stato estratto anche il secondo singolo Stranger.
Al termine dell'anno è stata commercializzata la Tour Edition dell'album, contenente alcuni remix e l'inedito Mysteria, quest'ultimo estratto come singolo.
Tra settembre e ottobre 2016 il gruppo ha pubblicato alcuni aggiornamenti inerenti alle registrazioni del loro nono album, intitolato Dark Matters e successivamente pubblicato il 6 ottobre 2017. La sua uscita è stata anticipata da cinque singoli: il primo, Paradise, è stato reso disponibile a partire dal 31 marzo 2017, mentre il 25 agosto è stata la volta di Silver Night; tra il 15 e il 29 settembre sono stati pubblicati per il download digitale Nothing, Wonderman e Something in the Dark.
Nel 2018 il gruppo ha promosso l'album in tour esclusivamente in Europa, oltre ad aver reso disponibile il singolo inedito Holy Grail. L'anno seguente hanno invece intrapreso una tournée speciale volta a celebrare il quinto album Dead Letters, per l'occasione ripubblicato in edizione speciale.

### Singoli inediti, cambio di formazione,Rise(2021-presente)
Il 14 maggio 2021 il gruppo è ritornato sulle scene musicali con la pubblicazione di un singolo inedito intitolato Bones; contemporaneamente è stata annunciata una tournée europea per il 2022. Il 3 settembre dello stesso anno è invece uscito il singolo Venomous Moon, realizzato insieme agli Apocalyptica.
Il 9 gennaio 2022 lo storico chitarrista Pauli Rantasalmi ha annunciato il proprio addio dalla formazione pur rimanendo in ottimi rapporti con i restanti componenti del gruppo. Al suo posto è entrata Emilia "Emppu" Suhonen, annunciata il 12 dello stesso mese in concomitanza con la conferma dei Rasmus tra i sette artisti partecipanti all'Uuden Musiikin Kilpailu 2022 con il singolo Jezebel. In occasione dell'evento sono risultati i preferiti sia dalla giuria che dal televoto, diventando di diritto i rappresentanti dell'Eurovision Song Contest 2022. Nel maggio successivo, dopo essersi qualificato dalla seconda semifinale della manifestazione europea, il gruppo si è esibito nella finale, dove si è piazzato al 21º posto su 25 partecipanti con 38 punti totalizzati.
Il 10 giugno il gruppo ha annunciato il decimo album Rise e reso disponibile il singolo omonimo nello stesso giorno. Pubblicato nel mese di settembre, il disco è stato commercializzato anche sotto forma di cofanetto comprensivo di un CD bonus contenente quattro brani extra, tra cui i già pubblicati Venomous Moon e Bones.

## Formazione

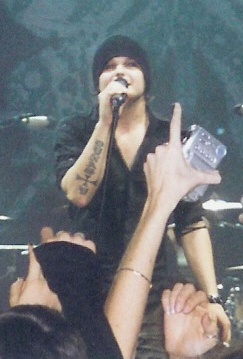
Lauri Ylönen in concerto a Milano, 2005

### Attuale
- Lauri Ylönen – voce (1994-presente)
- Eero Heinonen – basso, cori (1994-presente)
- Aki Hakala – batteria (1999-presente)
- Emilia "Emppu" Suhonen – chitarra (2022-presente)

### Ex componenti
- Jarno Lahti – batteria (1994-1995)
- Janne Heiskanen – batteria (1995-1998)
- Pauli Rantasalmi – chitarra (1994-2022)

## Discografia

### Album in studio
- 1996 – Peep
- 1997 – Playboys
- 1998 – Hellofatester
- 2001 – Into
- 2003 – Dead Letters
- 2005 – Hide from the Sun
- 2008 – Black Roses
- 2012 – The Rasmus
- 2017 – Dark Matters
- 2022 – Rise

### Raccolte
- 2001 – Hellofacollection
- 2009 – Best of 2001-2009

## Videografia
- 2004 – Live Letters
- 2012 – Live 2012/Mysteria
- 2013 – Live 2012/Volume II

## Riconoscimenti
Emma gaala
- 1996 – Nuova band dell'anno
- 2000 – Miglior album pop/rock
- 2001 – Band dell'anno
- 2001 – Album dell'anno
- 2001 – Miglior album pop/rock
- 2001 – Canzone dell'anno
- 2003 – Band dell'anno
- 2004 – MTV's Emma Gaala per il miglior video
- 2005 – Video musicale dell'anno per Funeral Song
- 2012 – Miglior copertina dell'album per The Rasmus
- 2012 – Miglior video musicale per The Rasmus

NRJ Radio Awards
- 2004 – Miglior artista nordico
- 2004 – Miglior canzone nordica
- 2004 – Miglior artista finlandese
- 2004 – Miglior canzone finlandese
- 2005 – Miglior band nordica

Altro
| Anno | Premio                       | Titolo                                           |
| ---- | ---------------------------- | ------------------------------------------------ |
| 1996 | Finnish Grammy Award         | Best New Act                                     |
| 1999 | Finnish Music Video Festival | Best Music Video (Liquid)                        |
| 2002 | Emma Gaala                   | Best group                                       |
| 2002 | Emma Gaala                   | Best pop/rock album (Into)                       |
| 2002 | Emma Gaala                   | Best album (Into)                                |
| 2002 | Emma Gaala                   | Best song (F-F-F-Falling)                        |
| 2003 | MTV Music Awards             | Best Nordic Act                                  |
| 2003 | Hit Music Awards             | Best Song (In the Shadows)                       |
| 2004 | Emma Gaala                   | Best Group                                       |
| 2004 | Emma Gaala                   | Best Album (Dead Letters)                        |
| 2004 | Emma Gaala                   | Best Music Video (In My Life)                    |
| 2004 | Emma Gaala                   | Best Act                                         |
| 2004 | TMF Awards                   | Best Rock                                        |
| 2004 | World Music Awards           | Best-Selling Album in Scandinavia (Dead Letters) |
| 2004 | MTV VMA Latin America        | Best International Rock Artist                   |
| 2004 | MTV VMA Latin America        | Best International New Artist                    |
| 2004 | MTV Russia Awards            | Best International New Artist                    |
| 2005 | MTV Nordic Awards            | Best Nordic Act                                  |
| 2005 | NRJ Radio Awards             | Best Nordic Act                                  |